# サテスタ23
『サテスタ23』（サテスタにじゅうさん〈またはトゥエンティー・スリー〉）は、朝日放送（現:ABCテレビ）ほか当時のJNN加盟局（TBS系列）で1969年（昭和44年）10月4日から1970年（昭和45年）1月10日まで、毎週土曜日に放送されていた音楽番組である（全14回）。モノクロ放送。日本ヴイックス (現・P&Gプレステージ) の一社提供。制作局である朝日放送では、23:00 - 23:30（日本標準時）に放送。

## 概要
著名音楽家のライブの模様を放送していた深夜番組で、ホストの田宮二郎と桂三枝（後の六代桂文枝）がゲストの著名人とともにそれを聞きながらトークを展開するというものであった。収録は、当時大阪市大淀区（後の北区）の朝日放送社屋に隣接の社有地に建てられていたホテルプラザの23階（屋上）で行われていた。

## 放送時間
毎週土曜日の放送。時間は日本標準時。
- 同時ネット（23:00 - 23:30）
  - 朝日放送（制作局）[1][3][5]
  - RKB毎日放送 [5]
- 遅れネット
  - TBS 23:45 - 24:15（45分遅れ、事前ビデオ送り）[5][6]